# Joseph Ducreux

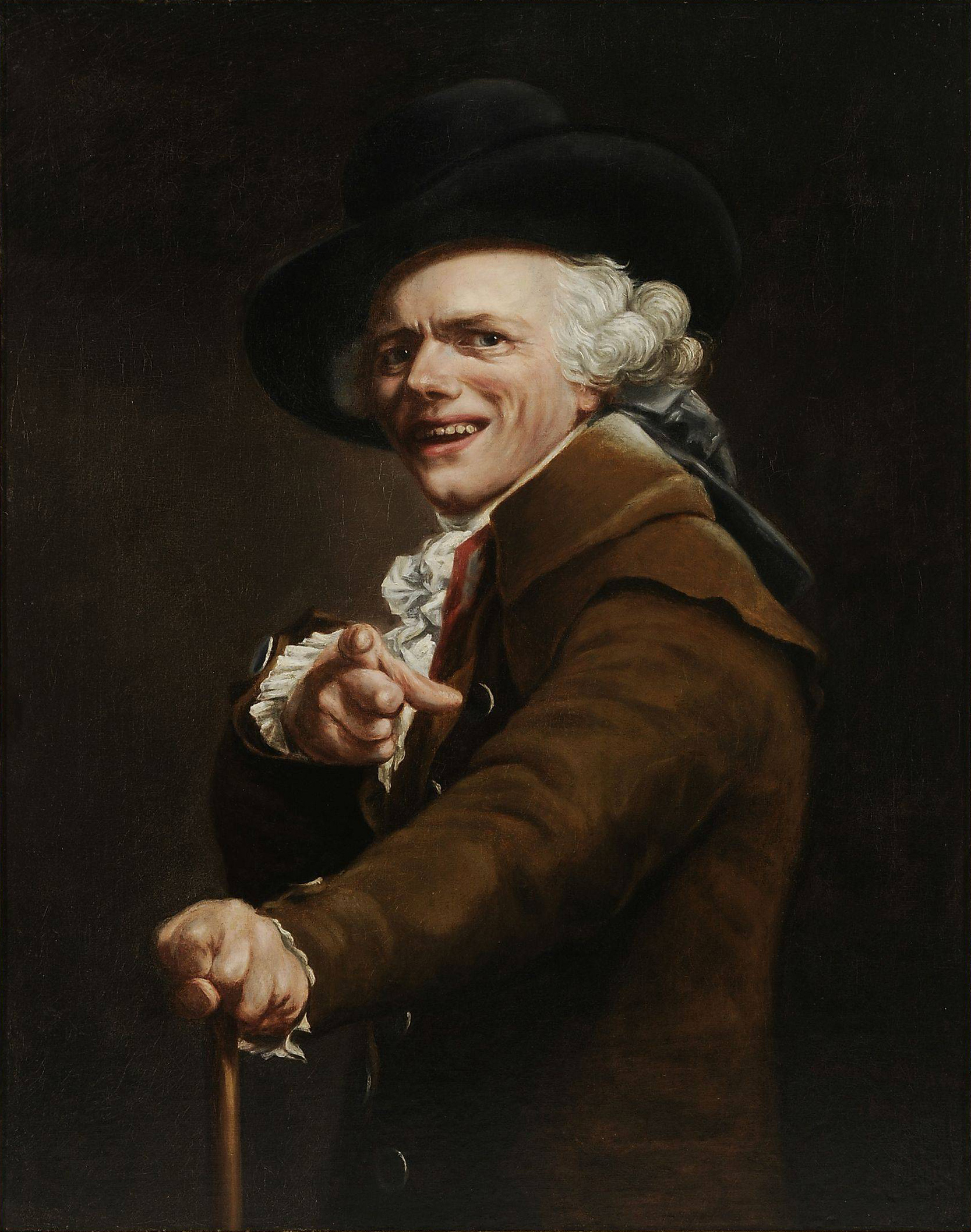
Portrait de l'artiste sous les traits d'un moqueur, zelfportret, 1793, Museum van de Franse Revolutie.

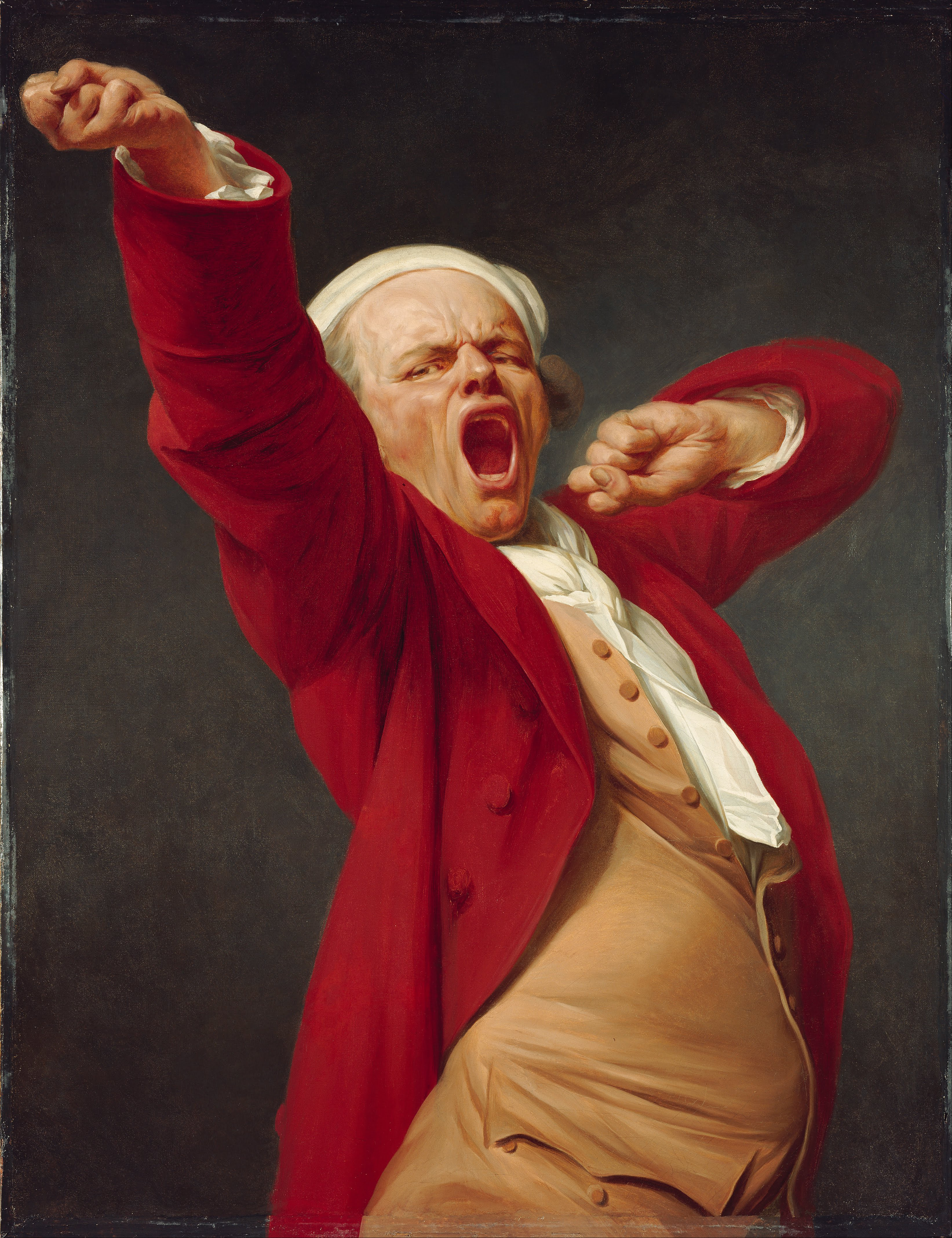
Zelfportret, geeuwend, 1783.

Joseph, Baron Ducreux (Nancy, 26 juni 1735 – Parijs, 25 juli 1802) was een Frans portret- en miniatuurschilder. Hij werkte aan het Oostenrijkse en Franse hof. Tegenwoordig is hij vooral nog bekend om een aantal expressieve zelfportretten, waarbij hij zijn grote interesse voor fysionomie tentoon spreidde. 

## Leven en werk
Ducreux werd geboren als zoon van een kunstschilder. In 1760 verhuisde hij naar Parijs, waar hij in de leer ging bij Maurice Quentin de La Tour. Hij maakte kennis met Jean-Baptiste Greuze, die hem sterk zou beïnvloeden. Hij koos al snel volledig voor de portretteerkunst en maakte in het begin van zijn carrière ook veel kopieën.
In 1769 kreeg Ducreux opdracht om in Wenen een miniatuurportret te gaan schilderen van de toen veertienjarige Marie Antoinette, zodat Lodewijk XVI, toen nog de Dauphin van Frankrijk, zijn aanstaande bruid alvast kon zien alvorens hij haar ontmoette. Ook daarna bleef hij nog enkele jaren lang portretten schilderen aan het Oostenrijkse hof, onder andere van Maria Theresia van Oostenrijk en Keizer Jozef II. Na zijn terugkeer naar Frankrijk werkte hij vervolgens aan het Franse hof, waar Marie Antoinette hem de titel van baron verleende en benoemde tot 'premier peintre de la reine', hetgeen als bijzonder gold aangezien hij geen lid was van de Koninklijke Academie voor Beeldhouw- en Schilderkunst.
Na het uitbreken van de Franse Revolutie vluchtte Ducreux naar Londen. Begin 1793 keerde hij terug naar Parijs, waar hij het laatste portret van Lodewijk XVI schilderde, vlak voor zijn executie. Met behulp van Jacques-Louis David blies hij zijn carrière weer nieuw leven in en maakte onder andere nog portretten van Maximilien de Robespierre, Louis Antoine de Saint-Just en Juliette Récamier. Zijn woning in het Louvre groeide eind jaren negentig uit tot een bekende salon waar vele vooraanstaande Parijzenaars elkaar ontmoeten.
Tegenwoordig is Ducreux nog het meest bekend om een aantal expressieve zelfportretten, waarbij hij zijn grote interesse voor fysionomie tentoon spreidde. Zijn Portrait de l'artiste sous les traits d'un moqueur kreeg in de 21e eeuw speciale bekendheid door het gebruik ervan als internetmeme.
Ducreux overleed in 1802 aan een herseninfarct. Twee van zijn kinderen, Jules en Rose-Adelaide, werden eveneens kunstschilder.

## Galerij

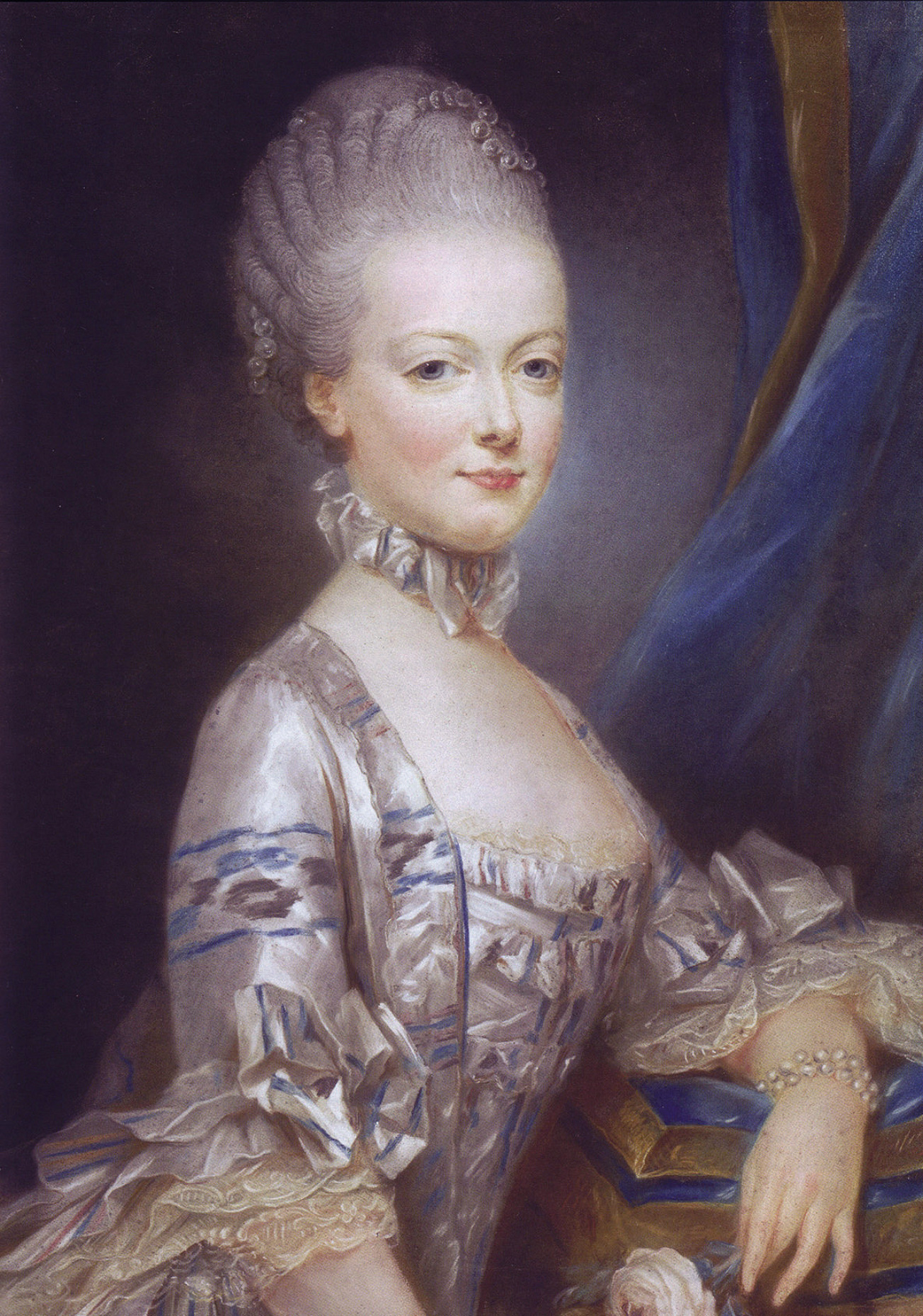
Marie Antoinette op veertienjarige leeftijd, 1769
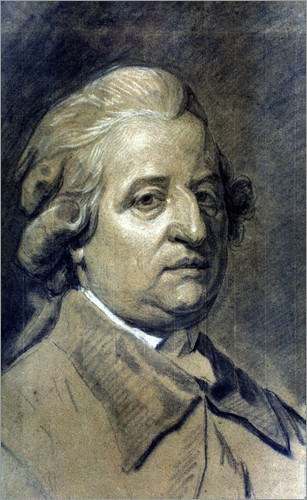
Lodewijk de Zestiende, kort voor zijn executie, 1793
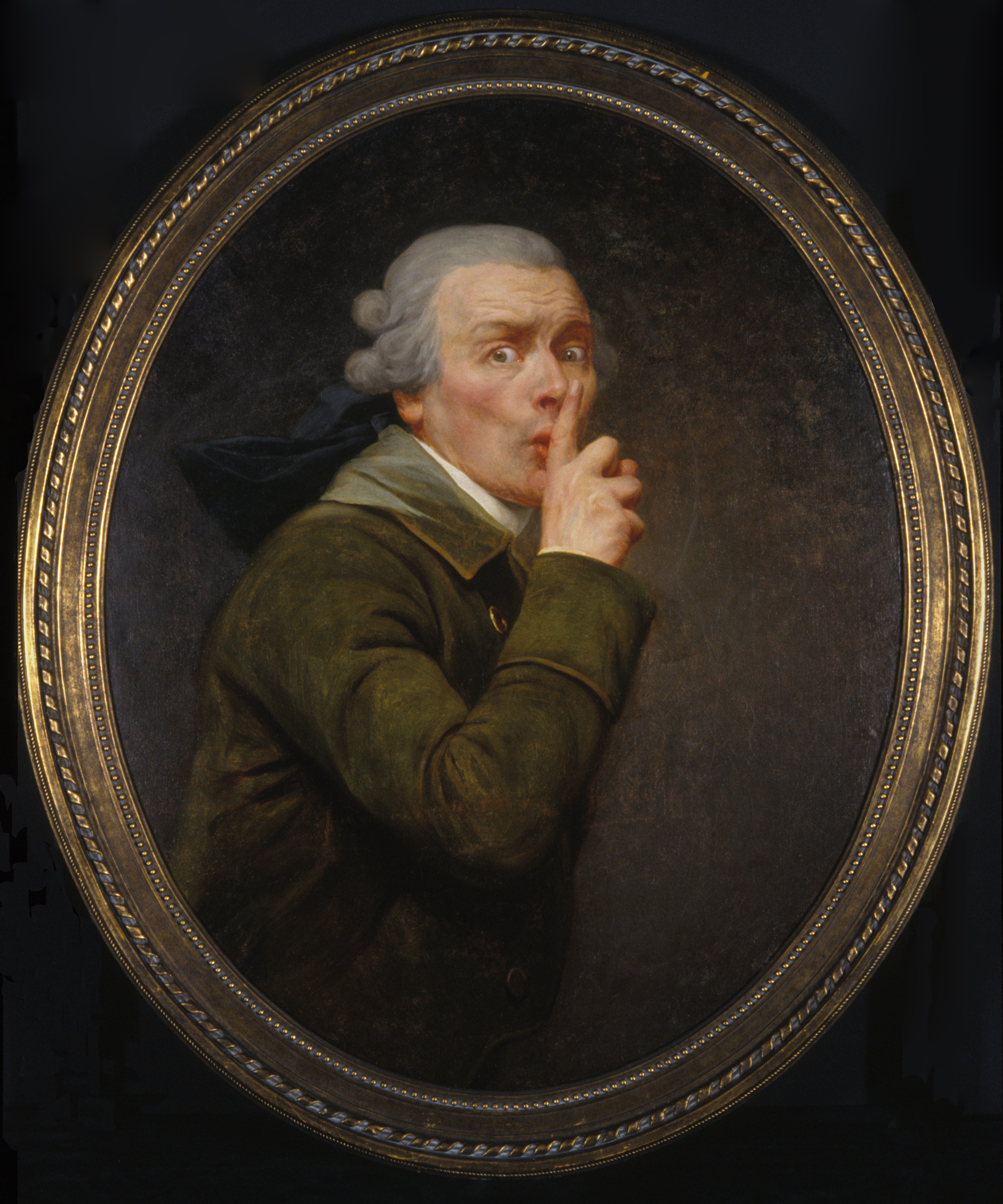
De discretie, 1795
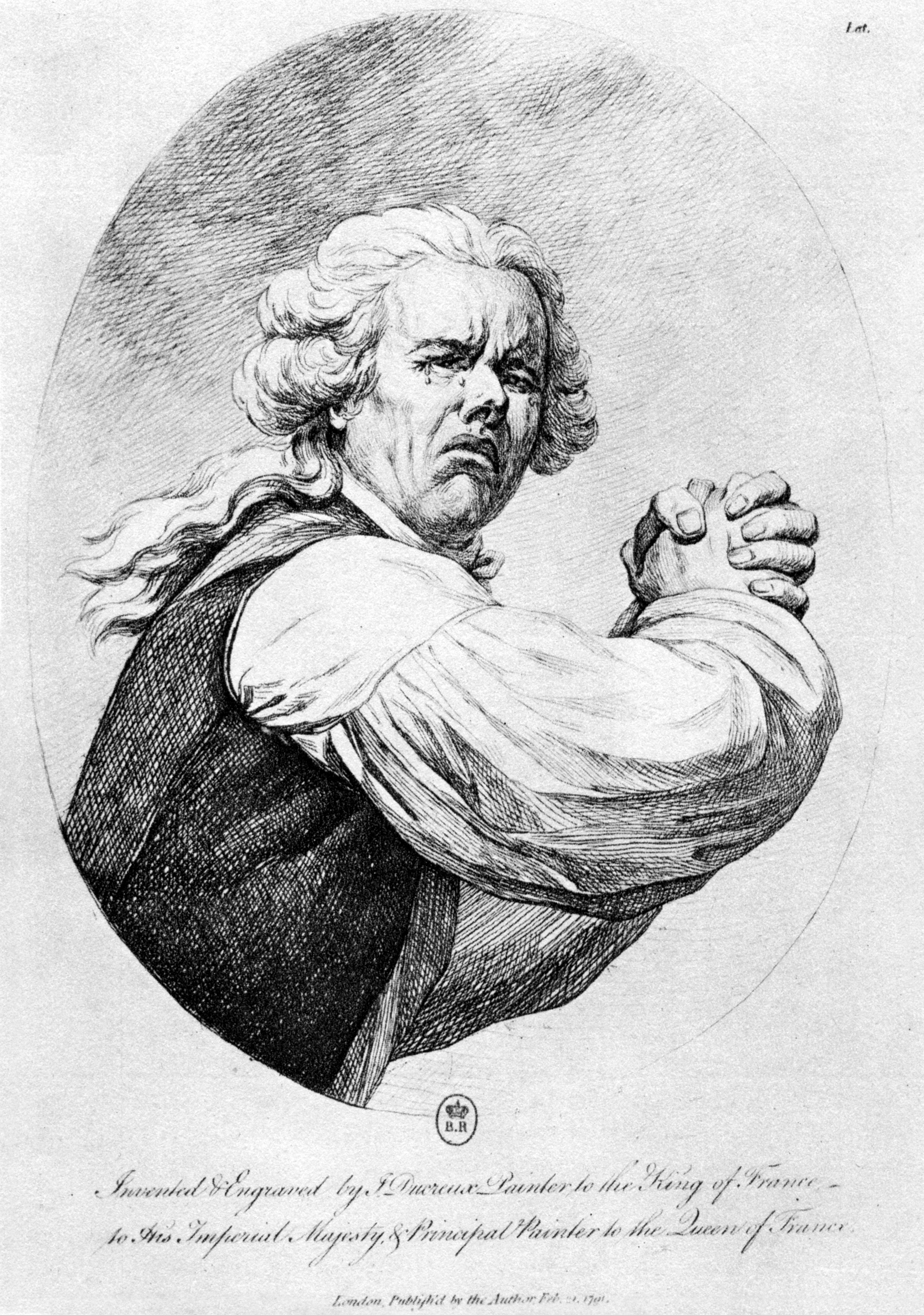
Afbeelding van de ontroostbare kunstenaar